# Бабашешти (Сату Маре)
Бабашешти (рум. Băbășești) насеље је у Румунији у округу Сату Маре у општини Медиешу Аурит. Oпштина се налази на надморској висини од 130 m.

## Становништво
Према подацима из 2002. године у насељу је живело 704 становника.

### Попис2002.
| Расподела становништва по националности 2002.‍ | Расподела становништва по националности 2002.‍ | Расподела становништва по националности 2002.‍ | Расподела становништва по националности 2002.‍ | Расподела становништва по националности 2002.‍ |
| --------------------------------------------- | --------------------------------------------- | --------------------------------------------- | --------------------------------------------- | --------------------------------------------- |
|                                               |                                               |                                               |                                               |                                               |
| Румуни                                        | Румуни                                        |                                               | 697                                           | 99,0%                                         |
| Мађари                                        | Мађари                                        |                                               | 7                                             | 1,0%                                          |